# Vechelde
Vechelde là một đô thị của huyện Peine, bang Niedersachsen, Đức. Đô thị này có diện tích 75,89 km². Đô thị này có cự ly khoảng12 km về phía đông nam của Peine, và 10 km về phía tây của Braunschweig.